# Чемпионат мира по шорт-треку среди юниоров 2022
Чемпионат мира по шорт-треку среди юниоров 2022 года проходил с с 4 по 6 марта в Гданьске (Польша).
Чемпионат включает в себя четыре дистанции — 500, 1000, 1500 и 1500 метров — суперфинал. На дистанциях сначала проводятся предварительные забеги, затем лучшие шорт-трекисты участвуют в финальных забегах. Чемпионом мира становится спортсмен, набравший наибольшую сумму очков по итогам четырёх дистанций. В случае равенства набранных очков преимущество отдаётся спортсмену занявшему более высокое место в суперфинале на дистанции 1500 м. Также проводятся с 2001 года эстафеты по три человека у девушек и у юношей на 2000 м. С 2011 года в эстафетах участвует по четыре человека на дистанциях 3000 м. С 2019 года абсолютный чемпион не разыгрывается.
1 марта 2022 года, следуя рекомендациям МОК, Совет ИСУ на основании Устава ИСУ постановил, что фигуристы, входящие в состав ИСУ в России и Беларуси, не должны приглашаться или допускаться к участию в международных соревнованиях по фигурному катанию, включая чемпионаты ИСУ и другие мероприятия ИСУ, до дальнейшего уведомления.

## Общий медальный зачёт
| Место | Страна           | Золото | Серебро | Бронза | Всего |
| ----- | ---------------- | ------ | ------- | ------ | ----- |
| 1     | Республика Корея | 3      | 3       | 3      | 9     |
| 2     | Канада           | 3      | 1       | 0      | 4     |
| 3     | Нидерланды       | 1      | 2       | 2      | 5     |
| 4     | Италия           | 1      | 0       | 0      | 1     |
| 5     | Венгрия          | 0      | 2       | 2      | 4     |
| 6     | Франция          | 0      | 0       | 1      | 1     |

## Медалисты

### Юноши
| Дисциплина      | Золото                                                                   | Серебро                                                 | Бронза                                             |
| --------------- | ------------------------------------------------------------------------ | ------------------------------------------------------- | -------------------------------------------------- |
| 500 м           | Еннинг де Бо Нидерланды                                                  | Бенце Ногради Венгрия                                   | Петр Ясапати Венгрия                               |
| 1000 м          | Ким Мин Со Республика Корея                                              | Пак Гон Нён Республика Корея                            | Ли До Ю Республика Корея                           |
| 1500 м          | Пак Гон Нён Республика Корея                                             | Ли До Ю Республика Корея                                | Ким Мин Со Республика Корея                        |
| Эстафета-3000 м | Пьеро Кастеллацци Алессандро Лореджиа Лоренцо Превитали Давид Осс Шемпер | Бенце Ногради Петр Ясапати Адам Гранастои Доминик Майор | Этьен Бастье Ноа Буффе Таван Томас Артур Ванбезьен |

### Девушки
| Дисциплина      | Золото                                                      | Серебро                                                    | Бронза                                                    |
| --------------- | ----------------------------------------------------------- | ---------------------------------------------------------- | --------------------------------------------------------- |
| 500 м           | Флоренс Брюнелль Канада                                     | Анн-Софи Башан Канада                                      | Михелле Велзебур Нидерланды                               |
| 1000 м          | Флоренс Брюнелль Канада                                     | Ким Гил Ли Республика Корея                                | Диде ван Орсхот Нидерланды                                |
| 1500 м          | Ким Гил Ли Республика Корея                                 | Ангел Далеман Нидерланды                                   | Ян Ён Джэ Республика Корея                                |
| Эстафета-3000 м | Флоренс Брюнелль Анн-Софи Башан Анн-Клара Белли Айша Мяо Ци | Михелле Велзебур Ангел Далеман Диде ван Орсхот Зоэ Делтрап | Викториа Альберт Майя Шомоди Дора Сигети Диана Лаура Веги |

В общей сложности 153 спортсмена и 14 запасных из национальных сборных 31 страны были зарегистрированы для участия в чемпионате мира по шорт-треку среди юниоров 2022 года.